# Glenea delkeskampi
Glenea delkeskampi är en skalbaggsart som beskrevs av Stefan von Breuning 1961. Glenea delkeskampi ingår i släktet Glenea och familjen långhorningar. Inga underarter finns listade i Catalogue of Life.